# Ana Miranda de Lage

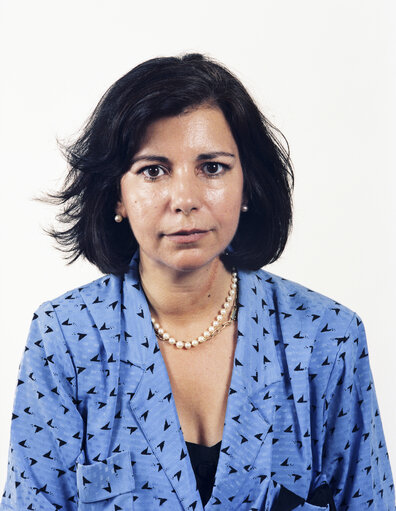
Ana Miranda de Lage, 2013

Ana Miranda de Lage (* 7. Mai 1946 in San Sebastián) ist eine spanische Politikerin.

## Leben
Von 1984 bis 1987 war Miranda de Lage Senatorin im Senado von Spanien. Miranda de Lage war von 1987 bis 2004 Abgeordnete im Europäischen Parlament. Sie ist Mitglied der Partido Socialista Obrero Español.